# Kaitum
Kaitum är en by i Gällivare kommun, Norrbottens län. Byn är belägen cirka 70 kilometer norr om Gällivare där Kaitum älv passerar Malmbanan. Byn har en hållplats för tågresenärer (trafikplatssignatur Ktm) samt har under senare tid[när?] fått vägförbindelse (Länsväg BD-833).
Ett kapell, Kaitum kapell, uppfördes i byn år 1964 till minne av Dag Hammarskjöld, som brukade besöka Gällivares fjällvärld.
År 2006 bodde elva personer i Kaitum. I juni 2016 bodde elva personer över 16 år där.